# آش هویج و جو
آش هویج و جو یکی از غذاهای سنتی استان همدان است که در وعده افطار سر سفره قرار می‌دهند. این غذا شامل نخود، بلغور، گوشت چرخکرده و هویج می‌شود که قبل از بردن سر سفره، مقداری کشک به آن اضافه می‌شود.